# Alchemilla inversa
Alchemilla inversa é uma espécie de rosácea do gênero Alchemilla, pertencente à família Rosaceae.